# Пан Карате
Пан Карате (араб. مستر كراتيه) — єгипетська спортивна драма, знята режисером Мохамедом Ханом та випущена у 1993 році. У головній ролі — Ахмед Закі, який грає спочатку наївного провінціала, що натрапляє на труднощі життя в Каїрі. Без грошей та роботи, герой Закі спершу влаштовується працювати в гаражі, а згодом переходить до більш вигідної, але менш гідної професії нелегального «помічника» з паркування (мунаді). Знайомство з місцевим пенсіонером-інструктором з карате (роль Ібрагіма Насра) вводить героя у світ бойових мистецтв через перегляд старих фільмів з Брюсом Лі та Джекі Чаном. Спочатку фільми обирає його новий друг (персонаж Насра), а потім він сам бере їх у прокаті відеокасет, де працює його кохана (роль Нахли Салами). Те, що починається як дитяче захоплення, завдяки допомозі Насра стає для героя пробудженням: він вирішує більше ніколи не бути беззахисним і починає тренуватися в мистецтві карате.
У одному з останніх інтерв'ю перед своєю передчасною смертю у березні 2005 року Ахмед Закі зазначив, що єдине, про що він шкодував у фільмі Містер Карате, — це його назва. Актор вважав, що вона була хибною, адже створила у глядачів та критиків враження, ніби це легковажна пародія на бойові мистецтва, тоді як стрічка насправді розповідає про труднощі простого чоловіка, який намагається вижити у величезному місті Каїрі. У тому ж інтерв'ю Закі зізнався, що хотів, щоб фільм називався Каїр '90.
Згодом герой Закі усвідомлює, що нові здібності у карате дозволяють йому допомагати людям у біді у своїй громаді, чим привертає увагу місцевого магната. У фільмі його професія залишається невизначеною — глядачам пропонують самостійно вирішити, чи це бізнесмен, депутат або навіть міністр. На момент випуску фільм отримав змішані відгуки, але він зміцнив статус Закі як ікони та представника пересічної єгипетської молоді. Крім того, стрічка відкрила йому шлях до більш динамічних ролей у кіно в середині та наприкінці 1990-х років.

## Акторський склад
- Ахмед Закі
- Ібрагім Наср
- Нахла Салама
- Зузу Набіль

## Відгуки
Фільм «Пан Карате» отримав змішані оцінки. Анділь із Mada Masr описав його як «дивовижну суміш культур та референсів, які взаємодіють для створення радості від перегляду». Також він зауважив, що це «ранній експеримент у дусі фільмів Тарантіно». Вважається, що хибна назва фільму, яка навіює думку про те, що це лише фільм про бойові мистецтва, стала причиною нижчих оцінок критиків.